# Neu Ummendorf

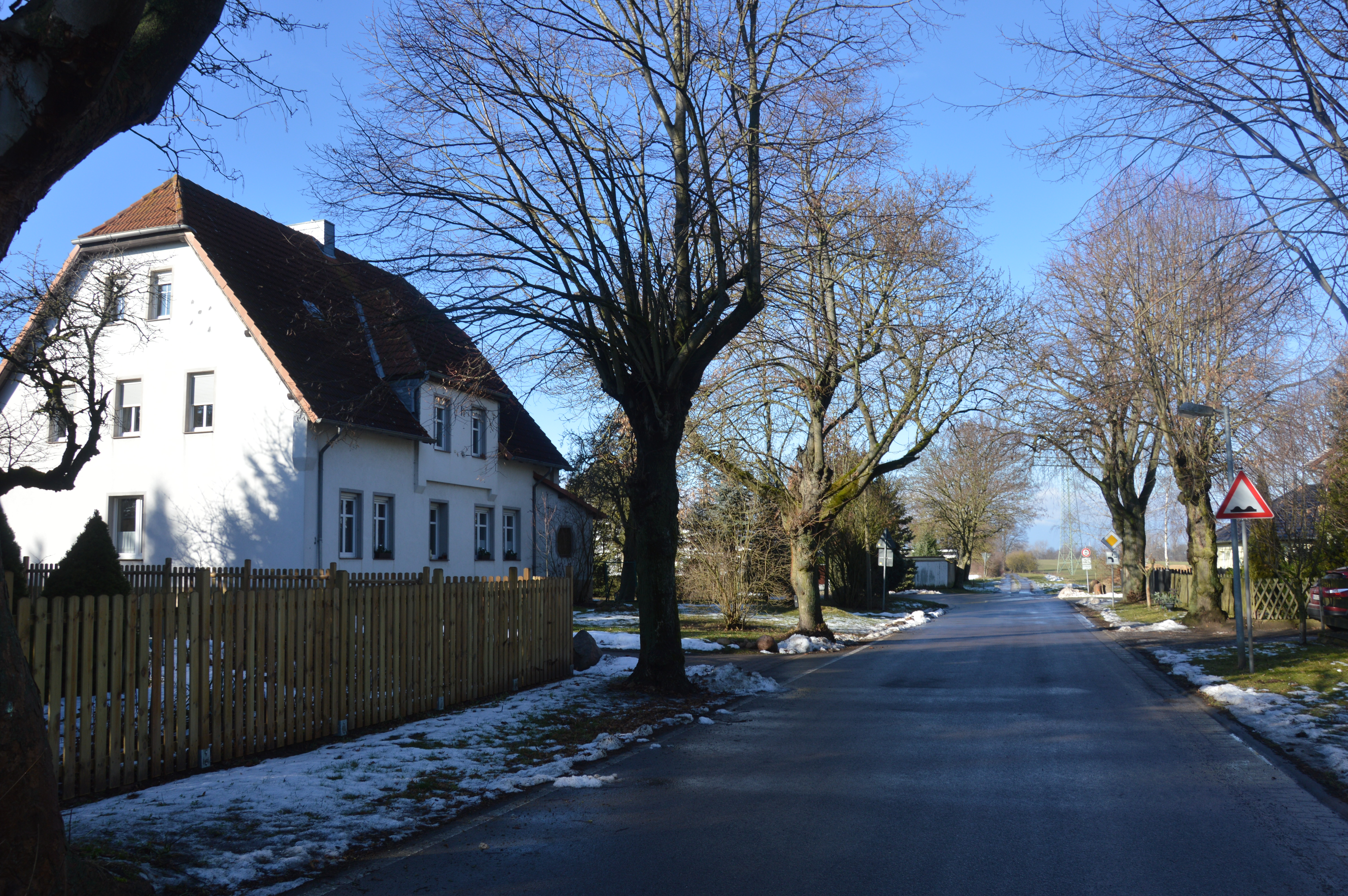
Heerweg in Neu Ummendorf; links das Gebäude des ehemaligen Gasthof Fuchs

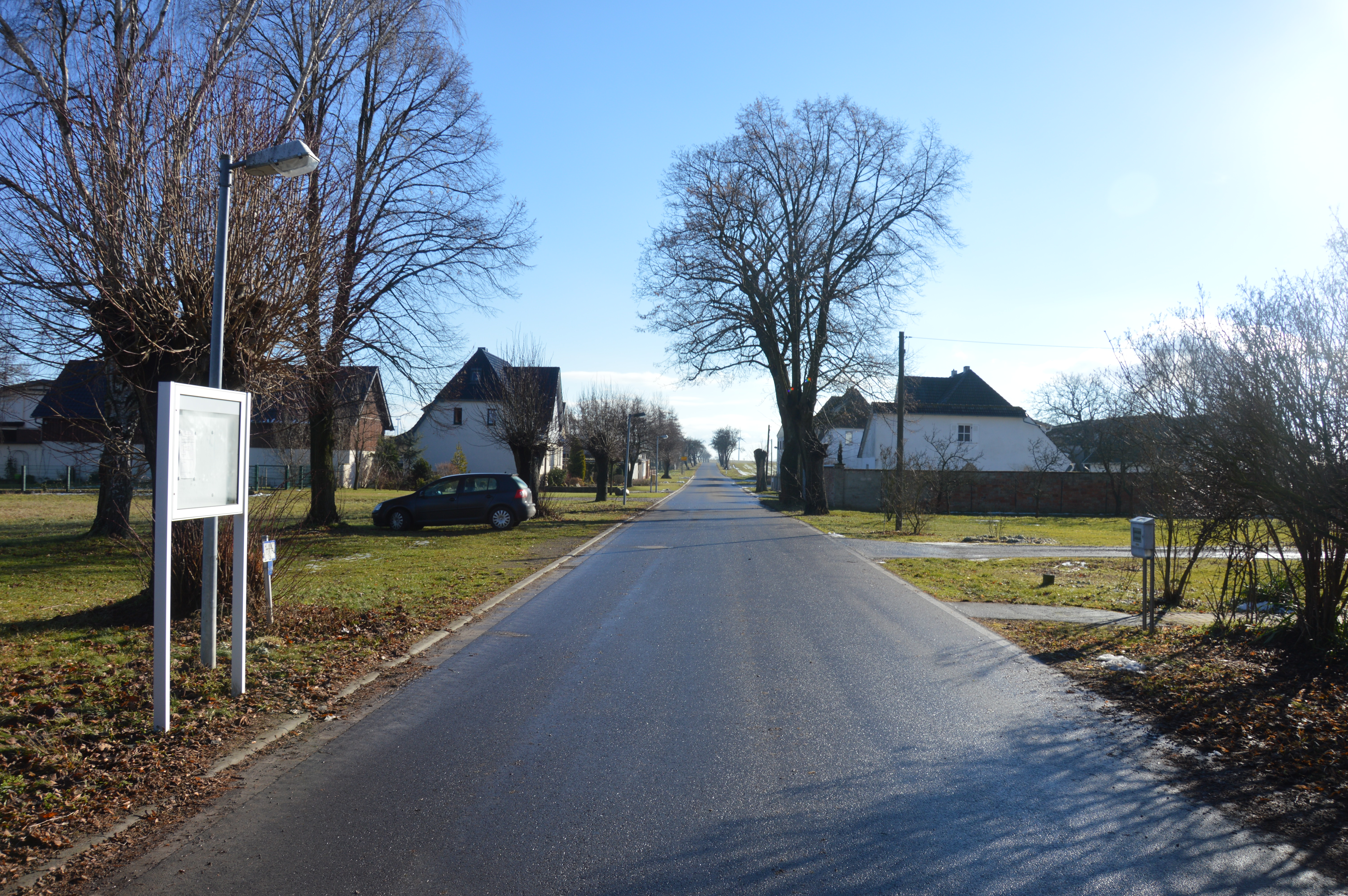
Heerweg, Blick nach Südosten

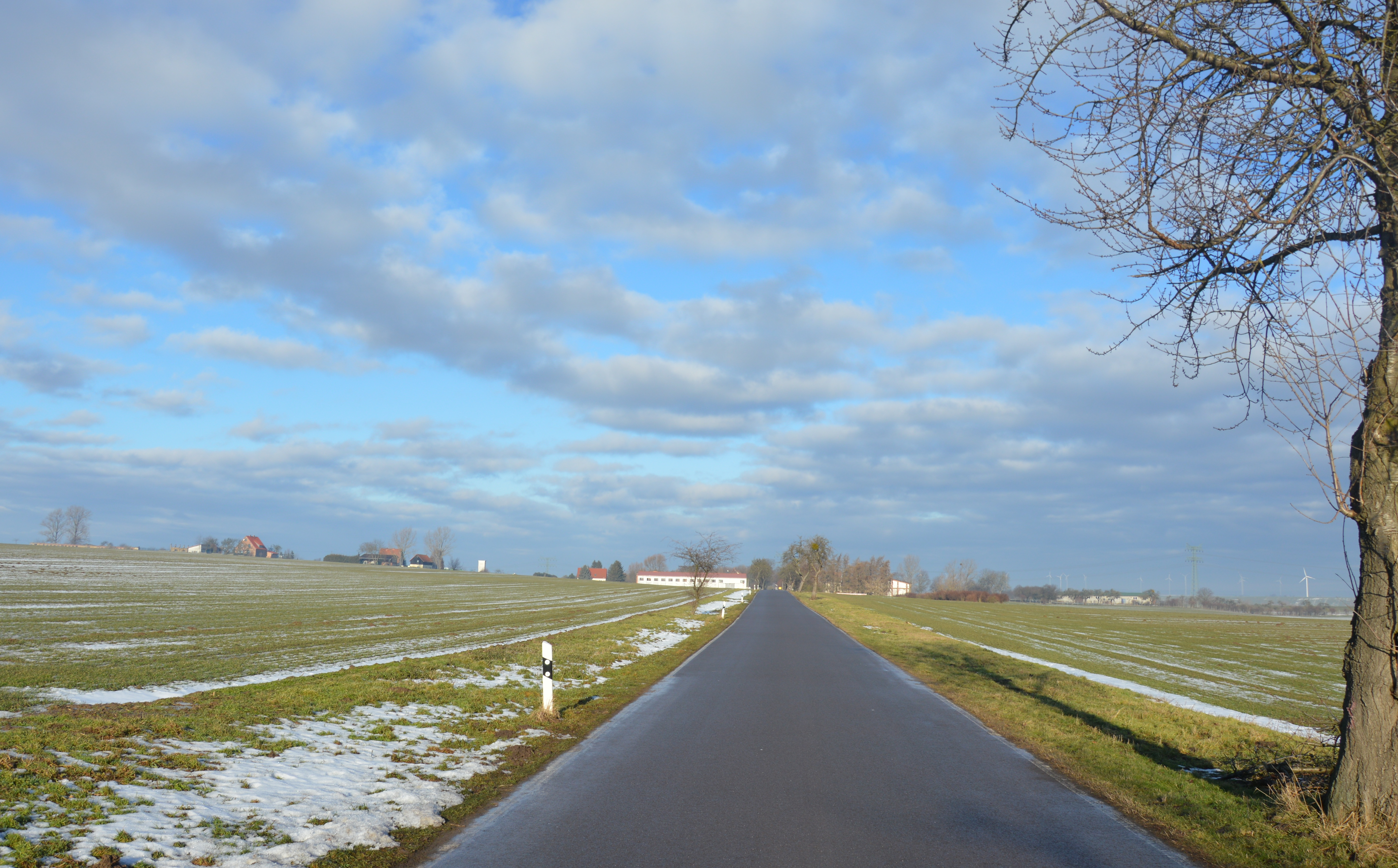
Blick von Südosten auf Neu Ummendorf

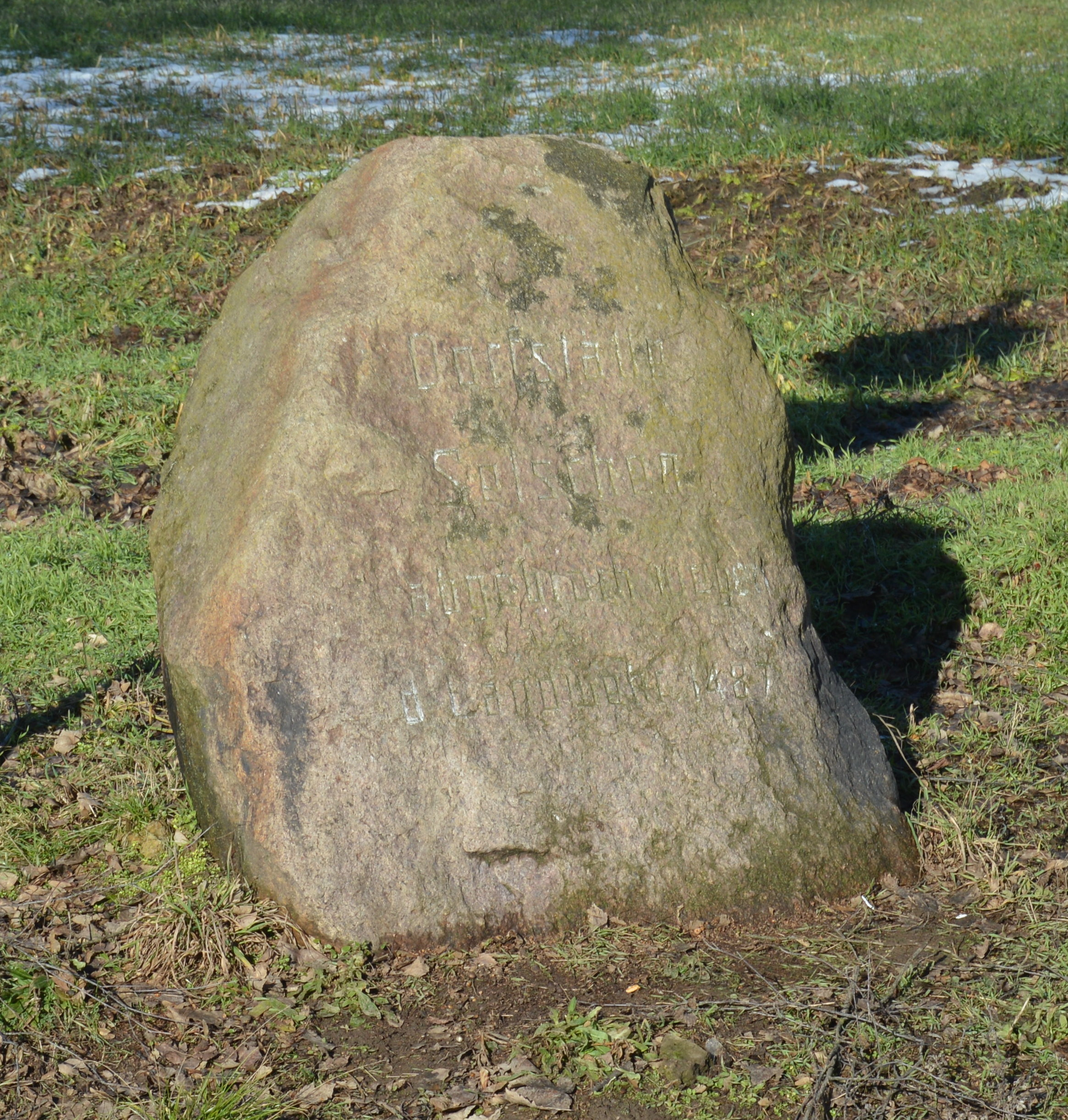
Gedenkstein für die Dorfstelle Selschen

Neu Ummendorf ist ein Ortsteil der Gemeinde Ummendorf in Sachsen-Anhalt. Der Ortsteil zählt 32 Einwohner (Stand Dezember 2018).

## Lage
Die kleine Siedlung liegt etwa zwei Kilometer nordöstlich von Ummendorf auf einem von West nach Ost verlaufendem Höhenzug. Durch den Ort führt die innerorts als Heerweg benannte Kreisstraße 1271 von Ummendorf zur östlich gelegenen Bundesstraße 245. Nördlich des Dorfes erstreckt sich das in historischer Zeit als See bestehende Seelsche Bruch. Nordwestlich des Ortes am Feldweg in Richtung Wefensleben befindet sich der Friedhof Neu Ummendorf. Weiter nordwestlich, schon knapp in der Gemarkung von Wefensleben, liegt die Quelle Glockenborn.

## Geschichte
Neu Ummendorf entstand im Zuge der Aufteilung von Domänenacker erst ab 1913 entlang einer über Jahrhunderte hinweg als Heerweg bestehenden Wegeverbindung der sogenannten Günneschen Heerstraße. Im Bereich um die heutige Ortslage bestanden im Mittelalter die Wüstungen Kowelle, südlich der heutigen Ortslage und Selschen nördlich. Westlich der jetzigen Ortslage war im 15. Jahrhundert in Nord-Süd-Richtung ein etwa zwei Kilometer langer Landgraben zu Verteidigungszwecken angelegt worden. Nach einer Unterbrechung durch die Auswirkungen des Ersten Weltkriegs wurde die Ansiedlung von bäuerlichen Höfen ab 1919 fortgesetzt. Die Zustand der Wege zum Ort war zunächst sehr schlecht und besserte sich erst mit dem 1925 durchgeführten Ausbau der Straße nach Ummendorf. Nach Osten zur Hakenstedter Chaussee, der heutigen Bundesstraße 245, erfolgte der Ausbau 1934. In Neu Ummendorf gab es über viele Jahre mit dem Gasthof Fuchs einen Gastronomiebetrieb.
In der Umgebung von Neu Ummendorf kommt es immer wieder zu Erdfällen. Solche Erdeinbrüche wurden im Mai 1986 und am 4. Mai 1995 festgestellt. Letzterer Erdfall erreichte eine Tiefe von bis zu sieben Metern.

## Wirtschaft und Sehenswürdigkeiten
Im Ort besteht ein Landwirtschaftsbetrieb.
Am nordwestlichen Ende Neu Ummendorfs befindet sich ein an die Wüstung Selschen erinnernder Gedenkstein. Der Granitstein wurde auf Veranlassung des Tierarztes und Historikers Albert Hansen aufgestellt.